# Verblexikon
Ein Verblexikon ist eine lexikographische Darstellung der Verben einer oder mehrerer Sprachen mit Verweis auf deren grammatikalisch korrekte Verwendung.
Es führt beispielsweise auf, welche Valenz (Linguistik) und Verb-Argumente (z. B. Präposition) sie haben. So erfährt man, ob ein Verb transitiv, bi-transitiv oder intransitiv ist. Folglich unterscheidet man: 
- einstellige (intransitive) Verben mit Subjekt-Argument (Nominativ (Sie schläft.)) 
- zweistellige Verben mit Subjekt-Argument und direktem Objekt-Argument (Akkusativ) transitiv (Er liebt Sie.);
mit Subjekt-Argument und indirektem Objekt-Argument (Dativ) (Sie hilft Ihm.);
mit Subjekt-Argument und Präpositionalphrase (Sie fahren nach Hause.) 
- dreistellige Verben mit Subjekt-Argument, indirektem und direktem Objekt-Argument, bi-transitiv (Sie schenkt ihm eine Rose.); 
mit Subjekt-Argument, direktem Objekt-Argument und Präpositionalphrase (Sie legt den Hut auf das Bett.) usw.
Für das Französische ist es beispielsweise interessant, dass es échapper à qc heißt (und nicht échapper de qc).
Es gibt Verblexika in Printform oder als elektronische Ausgabe. Umfangreiche elektronische Verbwörterbücher enthalten alle Konjugationsformen und damit bis 1 Mio. Einträge.